# Alfredo Pereira
Alfredo Pereira (Macau, 8 de Outubro de 1853 — Lisboa, 29 de Março de 1925) foi um engenheiro agrónomo e político do Partido Regenerador português, eleito por diversas vezes e por diversos círculos eleitorais como deputado às Cortes.

## Biografia
- Mónica, Maria Filomena (coordenadora), Dicionário Biográfico Parlamentar (1834-1910), vol. III, pp. 212–213. Lisboa: Assembleia da República, 2006 (ISBN 972-671-167-3).